# Railroad Tycoon (computerspelserie)
Railroad Tycoon is een serie van tycoonspellen die draait om een zo groot mogelijk spoorwegennet op te bouwen.
De spellen zijn ontworpen door gamedesigner Sid Meier en uitgegeven door MicroProse. Ze hebben geen relatie met andere MicroProse spellen, zoals RollerCoaster Tycoon en Transport Tycoon, want die spellen zijn gemaakt door gamedesigner Chris Sawyer.

## Doel
Het doel van de speler is om een zo groot mogelijk spoorwegennet te bouwen en een zo hoog mogelijke winst te halen. Dit kan door middel van sporen aan te leggen en treinen te kopen, maar men kan dit ook bereiken door industrie te kopen en daar winst uit te halen. Ook kan de speler aandelen kopen in het eigen bedrijf of van andere bedrijven.

## Spellen
Er zijn vier versies van het spel:
- Railroad Tycoon (1990)
- Railroad Tycoon II (1998)
- Railroad Tycoon II (Gold Edition) (Sega Dreamcast, 2000)
- Railroad Tycoon 3 (2003)
- Sid Meier's Railroads! (2006)